# Бад-Блумау
Бад-Блумау (также Блюмау) (нем. Bad Blumau) — община в Австрии, расположен в федеральной земле Штирия.

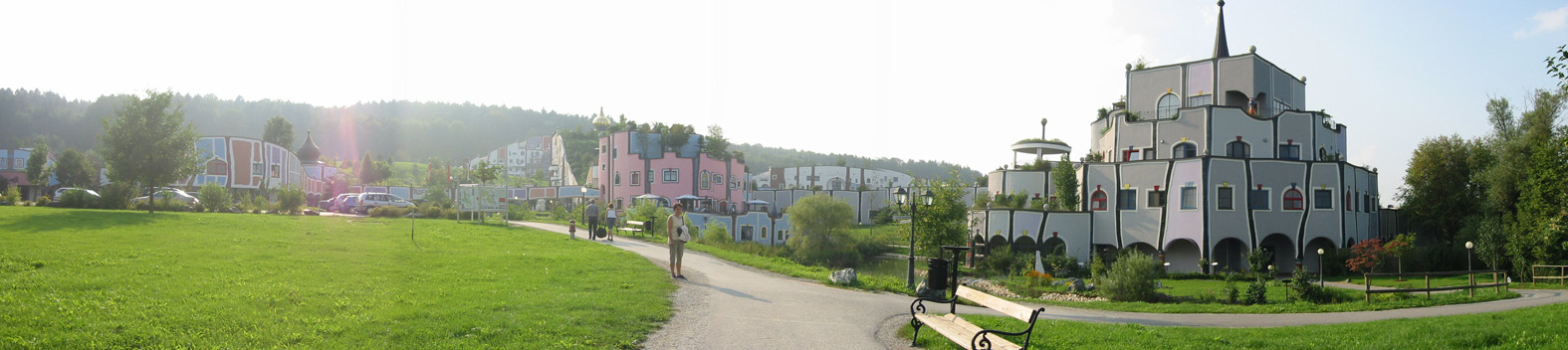
Бад-Блумау, общий вид

Входит в состав округа Хартберг-Фюрстенфельд. Население составляет 1594 человека (на 31 декабря 2005 года). Занимает площадь 37,31 км².

## Курорт
В Бад-Блумау находится курорт у горячих источников Рогнер Бад-Блумау.
Здание термальных источников строилось по проекту архитектора Фриденсрайха Хундертвассера.

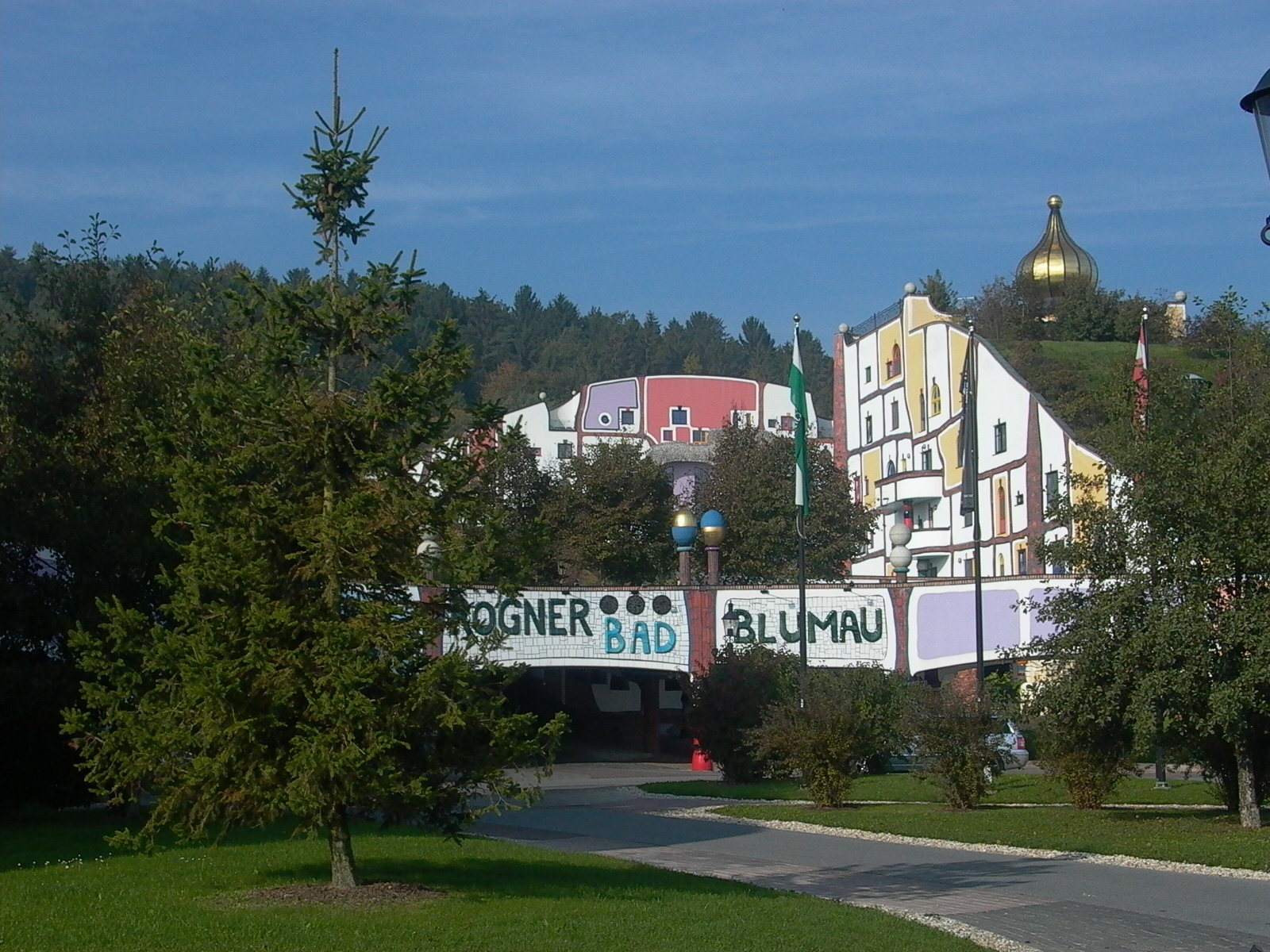
Бад-Блумау, здание термальных источников, построенное по проекту Хундертвассера

## Политическая ситуация
Бургомистр коммуны — Франц Хандлер (АНП) по результатам выборов 2005 года.
Совет представителей коммуны (нем. Gemeinderat) состоит из 15 мест.
- АНП занимает 9 мест.
- Партия Zukunft Bad Blumau занимает 4 места.
- СДПА занимает 1 место.
- местный список: 1 место.